# Bifröst (miejscowość)
Bifröst – miejscowość w zachodniej Islandii, w dolinie rzeki Norðurá, w sąsiedztwie jeziora Hreðavatn, około 30 km na północny wschód od Borgarnes. Położona jest w gminie Borgarbyggð, w regionie Vesturland. Przez miejscowość przebiega okrążająca Islandię droga 1. Na początku 2018 roku zamieszkiwało ją 179 osób.
Jest osadą uniwersytecką, która powstała po przeniesieniu tutaj w 1955 roku z Reykjavíku prywatnej uczelni, współcześnie znanej jako Uniwersytet w Bifröst (isl. Háskólinn á Bifröst). Z czasem na terenie dawnej farmy powstał kampus uczelni, na którym obecnie można znaleźć sklep, kawiarnię, siłownię, saunę, tereny sportowe i żłobek. Szkoła podstawowa znajduje się w pobliskiej osadzie Varmaland.

## Grábrókarhraun
Bifröst otoczony jest liczącym 3000 lat polem lawy Grábrókarhraun, porośniętym mchem i wrzosem. Tuż za kampusem uniwersytetu znajduje się stary wulkan Grábrók i kolejna góra, Grábrókarfell.

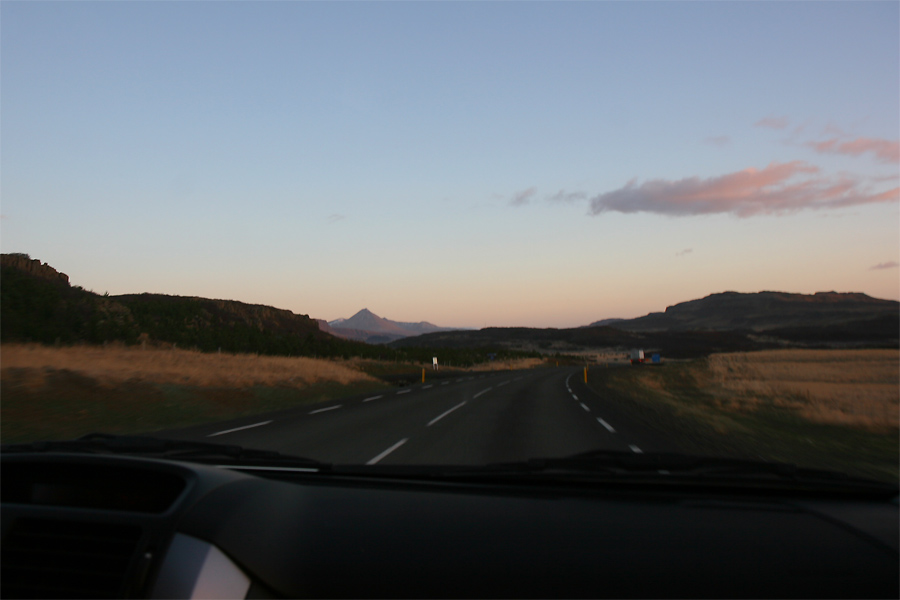
Wrzosowiska i obszary leśne na południe od Bifröst
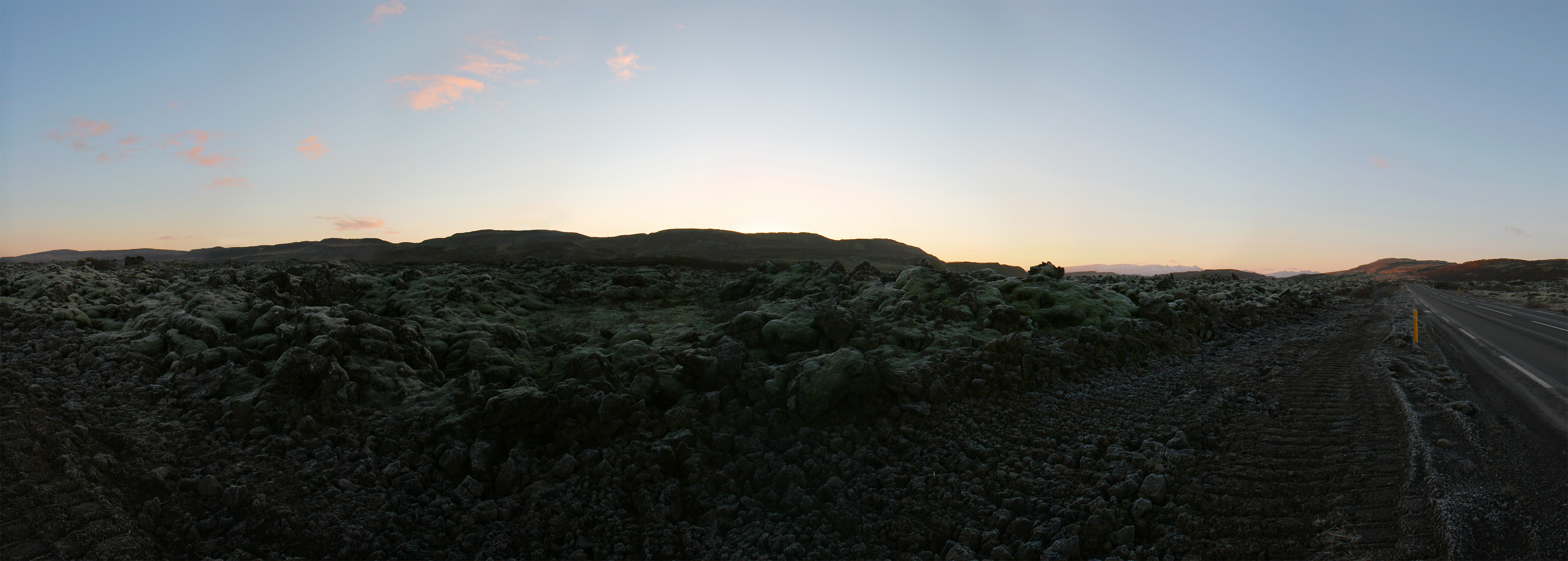
Panorama Grábrókarhraun o świcie, listopad 2007
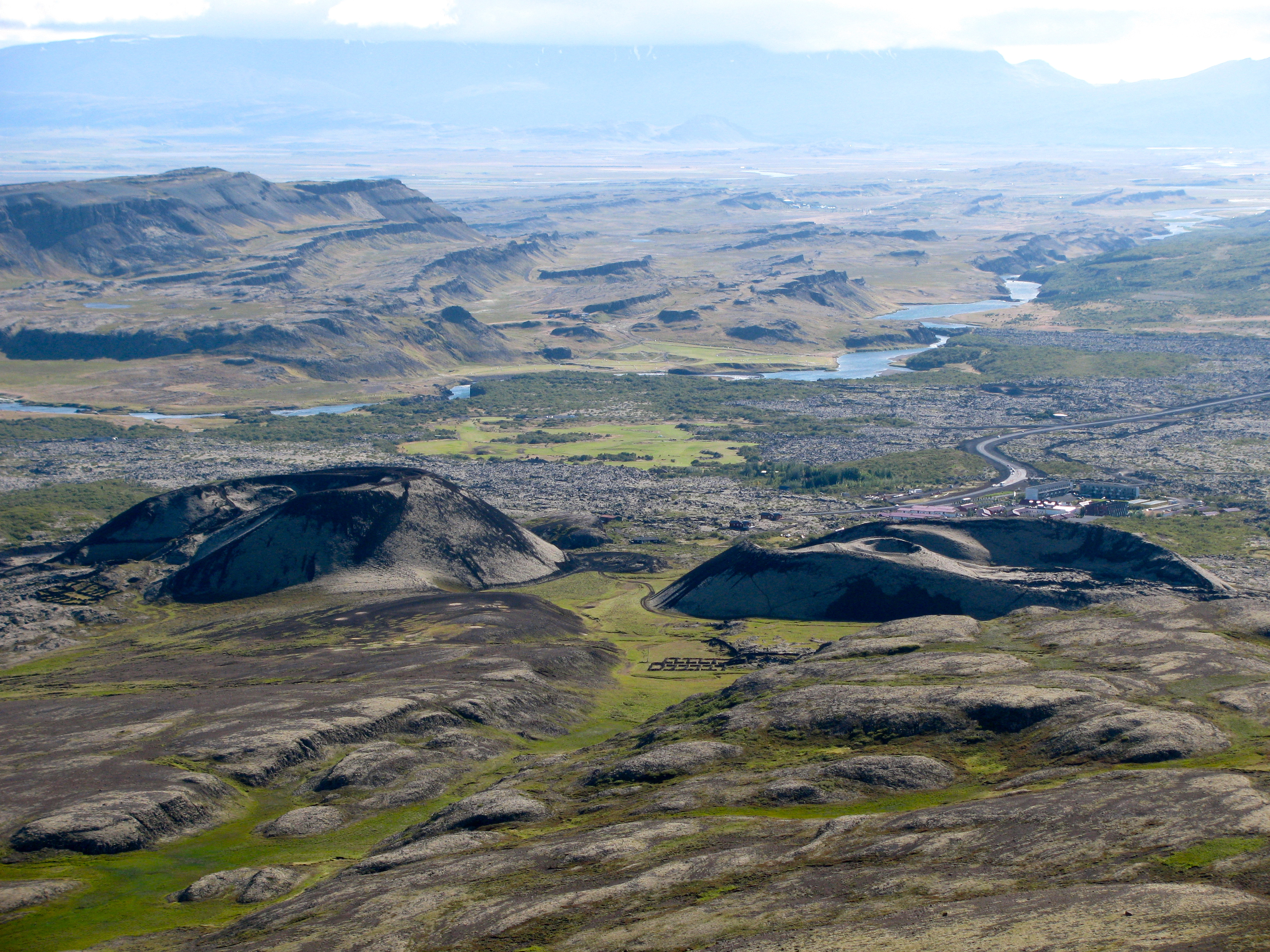
Grábrók i Grábrókarfell
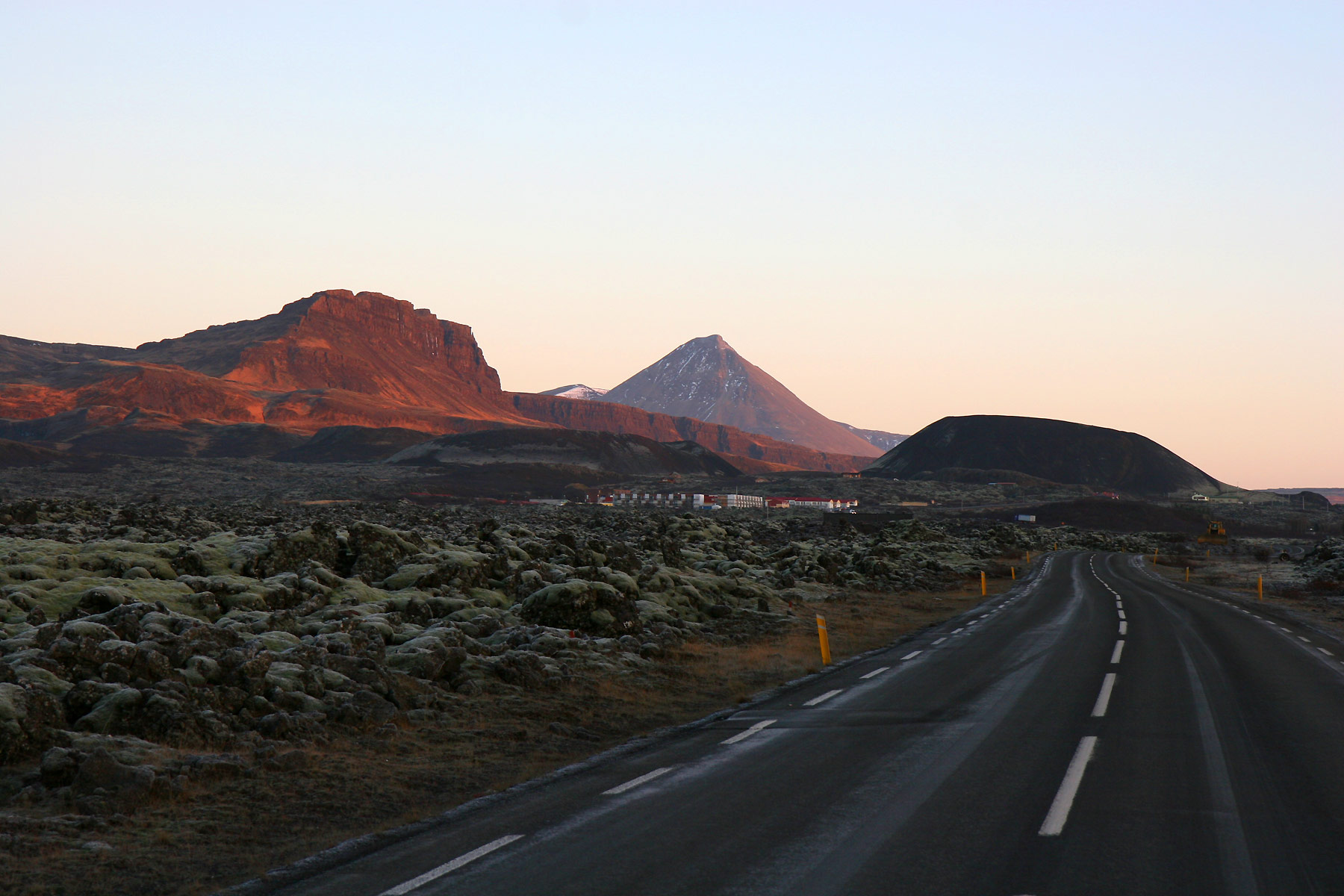
Bifröst otoczony polem lawy Grábrókarhraun